# Sótades
Sótades (em grego clássico: Σωτάδης) foi um poeta grego do século III a.C..

## Biografia
Sótades era natural de Maroneia (Trácia) e especializou-se num tipo obsceno de verso jônico, conhecido como "Cinedos" (Kinaidoi). Inventou uma métrica mais livre, que aplicou em várias de suas obras, inclusive em um texto reescrito da Ilíada.
Viveu em Alexandria, durante o reinado de Ptolomeu II Filadelfo. Por satirizar o casamento incestuoso do rei com sua irmã, Arsínoe II, foi preso, porém conseguiu escapar para a ilha de Cauno, onde foi descoberto e assassinado por Pátroclo, oficial de Ptolomeu.
Sótades foi autor de alguns dos primeiros palíndromos encontrados, e muitos creditam a ele a invenção deste gênero particular de composição.
Os textos de seus poemas Adônis e Príapo, mencionados por outros autores, se perderam.